# Мост «777»
Коркинский мост — совмещённый автомобильно-железнодорожный мост через реку Енисей в городе Красноярске.
Конструкция моста — цельнометаллическая, фермовая. Состоит из двух частей: собственно железнодорожной (один путь) и автомобильной, стоящих на общих опорах. Длина моста 602 метра, ширина — 11,5 метров.
Мост строился по новым технологиям на буронабивных сваях. Для этого в процессе строительства буровые станки углубляются в дно на глубину до 30 метров, формируя скважину диаметром в 1,5 метров. В скважину опускается металлический каркас и заполняется бетоном. Затем участок русла огораживается шандором — так называется заграждение рабочей площадки из металлических балок, уложенных горизонтально друг на друга. Откачивается вода, на сваи кладется фундамент опоры моста и устанавливается сама опора.
Мост соединяет северную объездную дорогу города, проходящую по границе Советского района Красноярска и правобережный Ленинский район с выездом в посёлок Берёзовку. Основное назначение моста — резервный для пассажирского железнодорожного транспорта и основной для грузового транзитного. Через Коркинский мост идут грузы на железнодорожную станцию Красноярск-Восточный в обход центра города (пассажирские поезда прибывают на станцию Красноярск-Пассажирский по железнодорожному мосту); до 2009 года проходили поезда городской электрички.
В период строительства мост назывался «объект 777», откуда и появилось обиходное название «Три семерки». Строительство было начато в 1979 году и завершено в 1984 году.
После сдачи в конце 2008 года автомобильного моста через Енисей за городской чертой, входящего в систему «глубокого обхода», совмещённый Коркинский мост утратил своё прежнее главенствующее значение для транзитного автомобильного транспорта.
В настоящее время[когда?]

 рассматривается[кем?] вопрос о строительстве второй очереди моста — сооружении второго железнодорожного пути на уже изначально построенных опорах. После этого станет возможным вновь пустить по мосту внутригородские электропоезда.